# Ivano Fracena
Ivano Fracena (IPA: /iˈvano fraˈʧena/, Ivan Frazzéna nel dialetto locale, Yfän in tedesco, desueto) è una frazione di Castel Ivano di 338 abitanti in provincia autonoma di Trento, sita ai piedi del Monte Lefre, qui ha sede il Castel Ivano, che ha origini longobarde. 
Ha costituito comune autonomo fino al 30 giugno 2016, dopodiché è stata aggregata al nuovo comune di Castel Ivano in seguito all'esito positivo del referendum consultivo tenutosi il 20 marzo 2016.
Non si trattava di un comune sparso in quanto la sede municipale si trovava nel centro abitato costituito dalle due località che davano il nome all'ente.

## Origini del nome
Il toponimo Ivano, attestato già a partire dal XII secolo, deriva dal nome proprio di persona Ivano che, in lingua serbo-croata, significa Giovanni. Si tratta di un riferimento a Giovanni Battista, santo a cui è stata intitolata la cappella del castello. La presenza di insediamenti di popolazioni slave in Valsugana si possono notare anche in altri toponimi del territorio.
Per quanto riguarda Fracena vi sono due ipotesi sull'origine del toponimo: la prima sostiene che deriva dal latino fractus (fratto, spezzato) al quale è stato aggiunto il suffisso -ena (terra fracta, terra dissodata). La seconda sostiene che deriva da fracta in riferimento alla roccia spezzata.

## Storia

### Medioevo
Le due frazioni di Ivano e Fracena sorsero in epoca non precisata vicino all'imponente mole del castello che fu all'origine della loro esistenza. Si tratta di due insediamenti medievali, sorti come "arimannie" del castello. Ciò significa che nel Medioevo, in epoca imprecisata, i signori di Ivano concessero in godimento terre da coltivare agli uomini liberi e armati, detti "arimanni" nell'antico diritto germanico e longobardo. Essi (gli arimanni) avevano l'obbligo di prestare servizio militare a difesa del castello. Le terre da coltivare costituivano la paga per il loro servizio. Il castello fu dunque la matrice storica delle due frazioni e ne determinò la localizzazione.

### Età moderna
La giurisdizione sul castello di Ivano fu concessa nel 1496 dall'imperatore Massimiliano I alla casata nobiliare dei Wolchenstein di Rodenegg, che la ressero fino alla vigilia della Prima guerra mondiale. Il castello era retto da un capitano nominato dai Rodenegg. Assieme alla vicina comunità di Grigno, la castellania di Ivano promosse la penetrazione e secolari vertenze per il possesso e la giurisdizione di alcuni territori oltre il Brenta, ovvero la piana di Marcesina e il monte Frizzon, sull'altipiano di Asiago. Tali contese si conclusero nel 1751 con l'accordo sui confini tra la Repubblica di Venezia e il Tirolo e con l'apposizione, nel corso dell'anno successivo, dei cippi ancora oggi visibili. Questa linea dei termini divenne, dopo il 1866 e fino al 1919, il confine tra Italia e Austria e oggi separa in questa area le province di Trento e Vicenza.

### XX secolo
La parte più antica di Ivano sorse molto vicino al castello, in una piccola depressione dietro lo stesso, quasi nascosta dalla sua vistosa presenza. In seguito la frazione venne modificata da una serie di interventi che ne alterarono le caratteristiche originali. Agli inizi del Novecento furono costruiti degli edifici isolati rivolti verso la piazza e Campo del Lago. In seguito vennero costruiti altri edifici ed ora la frazione non assomiglia più al primitivo nucleo abitato costituito dalle cosiddette "Case vece".

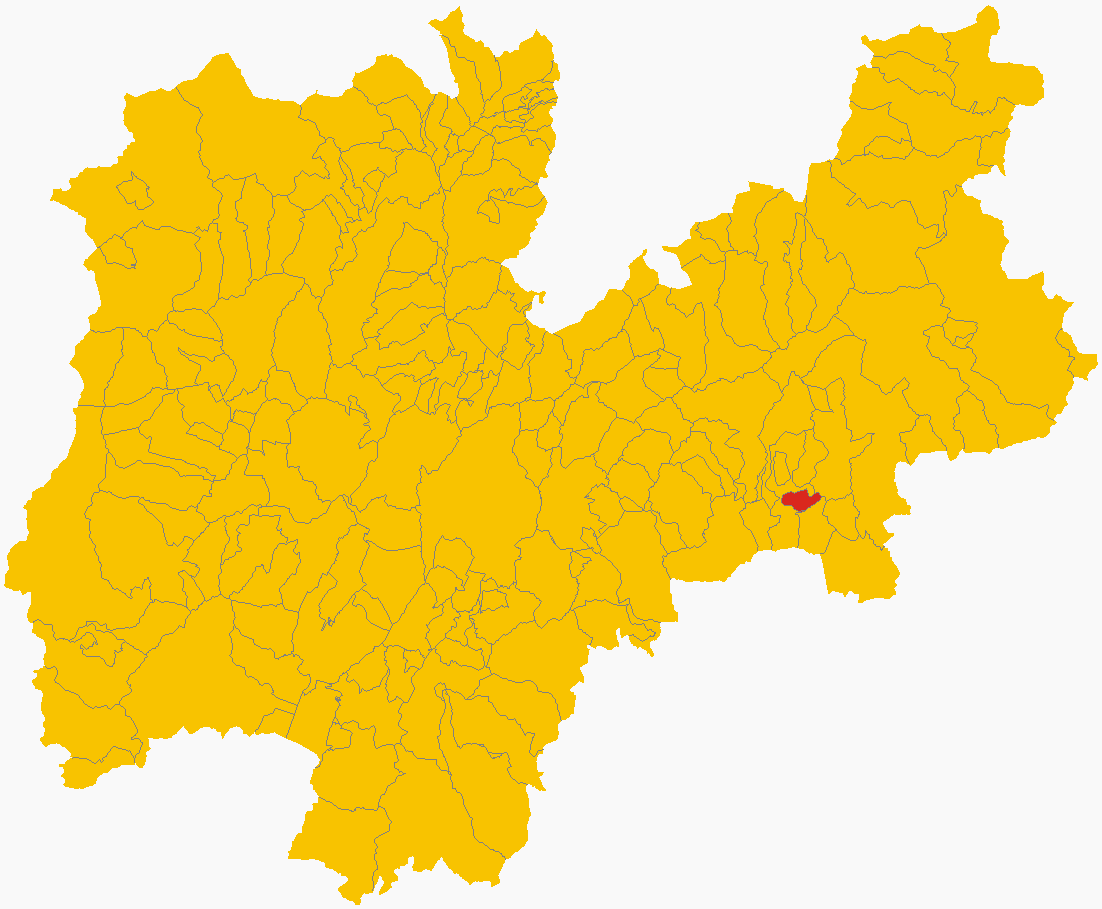
Territorio dell'ex comune di Ivano Fracena nella provincia autonoma di Trento

Fracena, invece, sorse in una zona più aperta ed esposta, in una conca naturale ai piedi di un'antica falda di frana del monte Lefre. Gli edifici più antichi erano situati lungo la strada che taglia longitudinalmente la frazione ed erano rivolti di solito verso la valle. Gli antichi abitanti di Fracena, più di quelli di Ivano, erano dediti all'agricoltura e allo sfruttamento dei fondi.
Per quanto riguarda la viabilità si può ricordare che un'antica strada, provenendo da Ospedaletto, saliva verso il colle di San Vendemiano, passava a valle della chiesetta, attraversava i due centri abitati e, controllata dal castello, proseguiva verso Strigno.
Dopo la prima guerra mondiale tra le due frazioni furono costruiti, equidistanti dai due nuclei abitati, l'edificio scolastico (ora municipio) e la chiesa. Le due frazioni erano unite dalla vecchia strada denominata Caboeri, quella che passa a valle del cimitero. L'attuale strada fu costruita dopo la guerra del 1914-18, quando venne costruito l'edificio scolastico e la chiesa.

### Simboli

Vecchio stemma comunale

Lo stemma è stato approvato con D.G.P. del 7 giugno 1985 n. 5236
Gonfalone
(D.G.P. 17/09/2004)

## Monumenti e luoghi d'interesse

### Architetture religiose
- Chiesa di San Vendemiano (XVI secolo)[12][13]
- Chiesa di San Giuseppe (1923)[14][15]

### Architetture militari
- Castel Ivano

## Società

### Evoluzione demografica
Abitanti censiti

## Amministrazione
| Periodo        | Periodo          | Primo cittadino   | Partito | Carica  | Note |
| -------------- | ---------------- | ----------------- | ------- | ------- | ---- |
| 18 maggio 2010 | 10 maggio 2015   | Franco Parotto    |         | Sindaco |      |
| 11 maggio 2015 | 31 dicembre 2015 | Giacomo Pasquazzo |         | Sindaco |      |